# Snake eyes

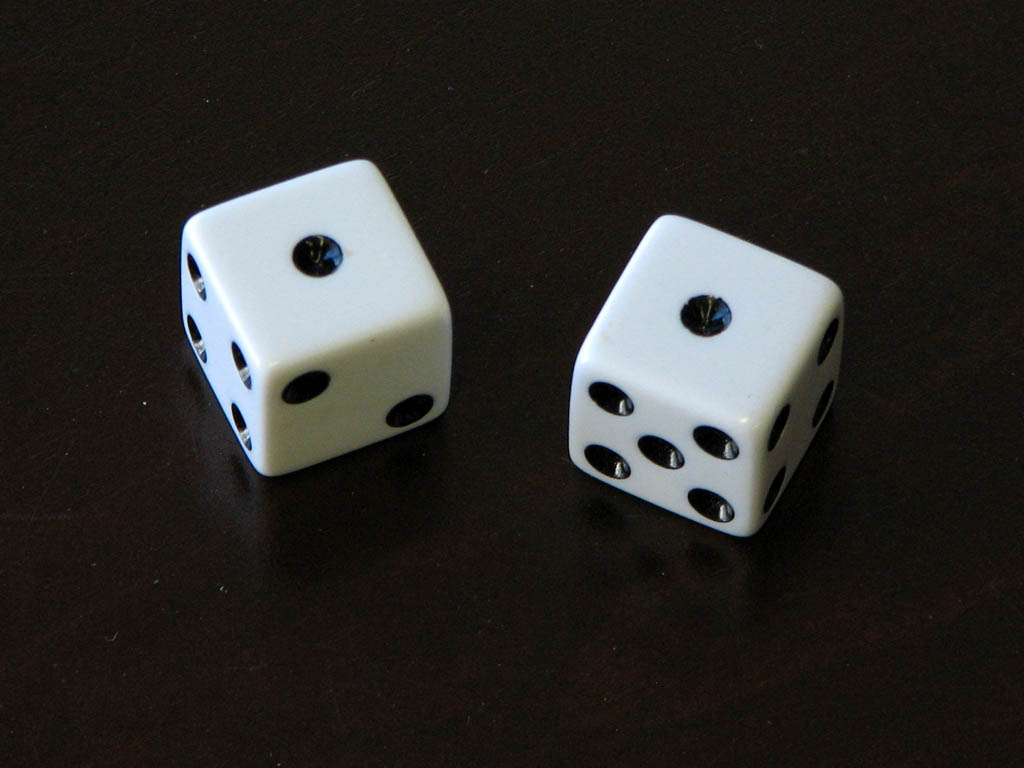
Snake eyes

Nel gioco d'azzardo, in particolare nel Craps, l'espressione inglese snake eyes (lett. occhi di serpente) indica il risultato 2 nel lancio di una coppia di dadi a sei facce. Questa espressione deriva dal fatto che i puntini del risultato ricordano un paio di occhi, e l'aggiunta "di serpente" è dovuta alla comune associazione di questo rettile con l'inganno e il tradimento. L'uso di questo termine risale al 1919. Nei giochi di dadi presso gli antichi Romani si usava il termine cani per descrivere il risultato di due 1, chiamandolo "tiro del cane".
Poiché questo è il risultato più basso ottenibile lanciando due dadi a sei facce, e dato che spesso porta alla sconfitta in molti giochi, come ad esempio il Craps, questa espressione viene usata in generale per indicare un tentativo sfortunato. In alcuni giochi da tavolo questo risultato dà al giocatore un bonus dovuto al fatto che ha una bassa probabilità di comparire e che sarebbe altrimenti svantaggioso.